# Søgletsjer (Strindbergland)
De Søgletsjer is een gletsjer in Nationaal park Noordoost-Groenland in het oosten van Groenland. 

## Geografie
De gletsjer heeft twee takken die in zuidwestelijke en oostelijke richting stromen. Deze takken hebben een lengte van meer dan acht (westelijke) en vier kilometer.
De gletsjer ligt aan de oostzijde van centraal Strindbergland. Ten oosten van de gletsjer ligt op ongeveer een kilometer de Waltershausengletsjer.